# Takayoshi Shikida
Takayoshi Shikida (Chiba, 25 november 1977) is een voormalig Japans voetballer.

## Carrière
Takayoshi Shikida speelde tussen 1996 en 2000 voor JEF United Ichihara en Albirex Niigata.

## Statistieken
| Japan   | Japan               | Japan       | League | League | Emperor's Cup | Emperor's Cup | J-League Cup | J-League Cup | Totaal | Totaal |
| Seizoen | Club                | League      | Wed.   | Goals  | Wed.          | Goals         | Wed.         | Goals        | Wed.   | Goals  |
| ------- | ------------------- | ----------- | ------ | ------ | ------------- | ------------- | ------------ | ------------ | ------ | ------ |
| 1996    | JEF United Ichihara | J. League 1 | 6      | 0      | 0             | 0             | 4            | 0            | 10     | 0      |
| 1997    | JEF United Ichihara | J. League 1 | 14     | 0      | 0             | 0             | 4            | 0            | 18     | 0      |
| 1999    | Albirex Niigata     | J. League 2 | 12     | 3      | 0             | 0             | 0            | 0            | 12     | 3      |
| 2000    | Albirex Niigata     | J. League 2 | 24     | 0      | 3             | 1             | 2            | 1            | 29     | 2      |
| Totaal  | Totaal              | Totaal      | 56     | 3      | 3             | 1             | 10           | 1            | 69     | 5      |